# Jay Carney
James «Jay» Carney (22 de mayo de 1965) fue secretario de prensa de la Casa Blanca entre 2011 y 2014. Antes de su nombramiento en dicho cargo (en reemplazo de Robert Gibbs), fue director de comunicaciones del Vicepresidente de Estados Unidos, Joe Biden. Carney también trabajó como Jefe de la oficina de Washington para la revista Time (cargo que ostentó desde septiembre de 2005 hasta diciembre de 2008), y como colaborador habitual en el segmento «Mesa redonda» de ABC News.

## Vida personal
Carney asistió a una escuela de secundaria en Nueva Jersey. Posteriormente ingresó en la Universidad de Yale, donde obtuvo un reconocimiento (Bachelor of Arts) por sus estudios sobre Rusia y Europa Oriental; finalmente se graduó en 1987, en la misma institución educativa.
Él y su esposa, Claire Shipman (periodista corresponsal de ABC News), viven en Washington D. C., con su hijo e hija.

## Periodismo
El mismo año en que se graduó (1987), fue contratado como reportero por el diario The Miami Herald. Dos años más tarde, en 1989, se vinculó a la revista Time, siendo el Jefe de oficina de ésta en Miami; y en 1992 fue su corresponsal en Moscú (cubriendo las escenas referentes a la desintegración de la Unión Soviética). Finalmente, con el ascenso de Bill Clinton a la Presidencia de Estados Unidos, se convirtió en el corresponsal de palacio.
Ha escrito e informó acerca de la presidencia de George W. Bush, y fue uno de los pocos periodistas que se encontraban a bordo del Air Force One con el presidente Bush el 11 de septiembre de 2001 (fecha en que ocurrieron los atentados contra las torres gemelas, el Pentágono y la Casa Blanca). En 2003, Carney ganó el premio Gerald R. Ford en la categoría referente a la presentación de informes, obteniendo el tratamiento «Distinguido en la Presidencia».
Ese mismo año, Carney fue nombrado Jefe adjunto de la oficina de Washington de la revista Time; labor que dejó en 2005, para ocupar el máximo cargo en lo referente a esa sección. Posteriormente, trabajó para CNN (empresa filial de la corporación Time Warner).

## Presidencia de Obama

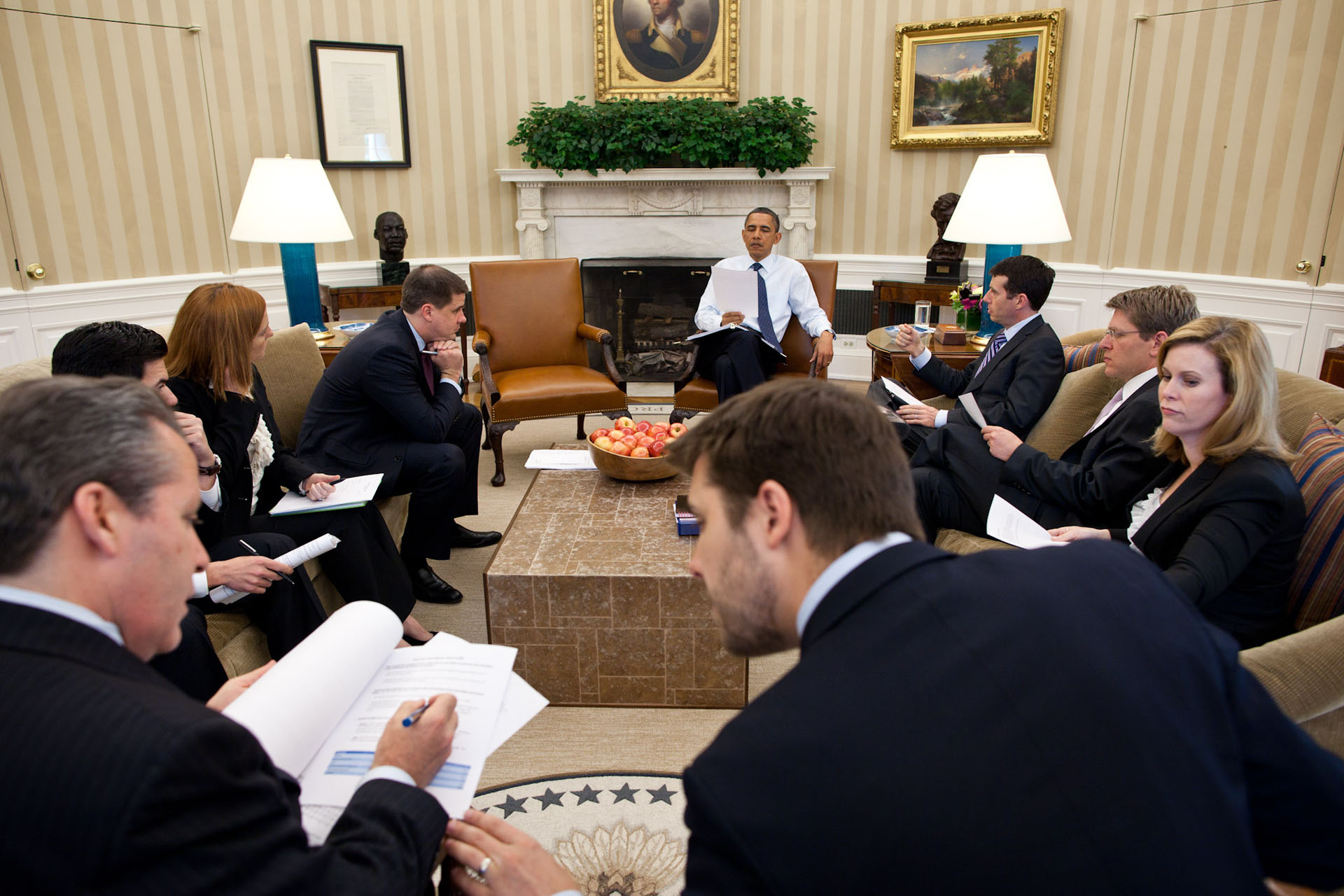
Jay Carney (ubicado en el costado derecho de la fotografía) durante una reunión del personal de la Casa Blanca en el Despacho Oval; 11 de mayo de 2011

El 15 de diciembre de 2008, Carney dejó su trabajo en el sector privado tras ser nombrado Director de Comunicaciones del vicepresidente Joe Biden.
En enero de 2011, Carney se convirtió en el secretario de prensa de la Casa Blanca, reemplazando a Robert Gibbs, ya que éste pasaría a ser el Jefe de Gabinete (siendo su predecesor William Daley).
El presidente Obama anunció el 30 de mayo de 2014 que aceptaba la renuncia de Jay Carney como portavoz de la casa Blanca, promoviendo a un miembro de su equipo, Josh Earnest, como el nuevo portavoz de la Casa Blanca, cargo que éste ocuparía hasta el 20 de enero de 2017, día de la investidura del presidente Donald Trump.